# Magdalena Pałasz
Magdalena Pałasz (* 29. August 1995 in Sanok) ist eine polnische Skispringerin.

## Werdegang
Pałasz gab ihr internationales Debüt im August 2011 bei einem Continental Cup in Bischofsgrün. Am 6. Dezember 2013 gab Pałasz beim Mixed-Team-Wettbewerb ihr Debüt im Weltcup. Das polnische Team belegte dabei den zwölften und damit den letzten Platz. Bei den Junioren-Weltmeisterschaften 2014 wurde sie als 26. beste Polin. Am darauffolgenden Wochenende belegte sie beim Weltcup in Hinzenbach Platz 28 und holte erstmals in ihrer Karriere Weltcuppunkte. Am Ende der Saison 2013/14 erreichte sie mit den gewonnenen drei Punkten den 64. Platz der Weltcup-Gesamtwertung. Ihren bislang letzten internationalen Einsatz hatte Pałasz beim Continental Cup in Trondheim im September 2014.

## Erfolge

### Weltcup-Platzierungen
| Saison  | Platz | Punkte |
| ------- | ----- | ------ |
| 2013/14 | 64.   | 03     |

### Grand-Prix-Platzierungen
| Saison | Platz | Punkte |
| ------ | ----- | ------ |
| 2014   | 26.   | 12     |

### Continental-Cup-Platzierungen
| Saison  | Platz | Punkte |
| ------- | ----- | ------ |
| 2013/14 | 17.   | 86     |
| 2017/18 | 25.   | 89     |